# Ernst Niefenthaler
Ernst Niefenthaler (* 31. Dezember 1894 in Bürchau; † 17. August 1970 ebenda) war ein alemannischer Mundartdichter.

## Leben
Niefenthaler war der Sohn eines Bergbauern und seine Ausbildung erhielt er in einer einklassigen Dorfschule. Nach seiner Rückkehr aus dem Ersten Weltkrieg arbeitete er weiter auf dem Bauernhof und begann nebenbei zu dichten, wobei er alsbald von Hochdeutsch zum Dialekt wechselte. Johann Peter Hebel war sein Idol. 1920 heiratete er Marie Asal, mit der er fünf Kinder hatte, wovon aber zwei im Kindesalter und zwei im Krieg 1944/45 starben. 1926 wurde er in den Gemeinderat gewählt und wirkte dort bis 1945 mit. Eine Plattform für erste Lesungen fand Niefenthaler u. a. im Hertinger Hebelschoppen. Erste Veröffentlichungen erfolgten in den lokalen Zeitungen und deren Beilagen, wie Feldbergs Töchterlein, der Sonntagsbeilage des Markgräfler Tagblatts.
1954 wurde im Verlag Moritz Schauenburg Niefenthalers erster Gedichtband, Dr Weg berguf. Alemannische Gedichte, veröffentlicht, der 1978 eine zweite erweiterte Auflage erlebte.
Er erhielt 1960 von der Gemeinde Hausen für seine Dichtkunst als erster die Johann-Peter-Hebel-Plakette. Die feierliche Verleihung dieser Auszeichnung für besondere Verdienste um die Region am Oberrhein, sei es durch künstlerisches Schaffen (Schriftsteller, Dichter, Maler, Musiker) oder auf dem Gebiet der Denkmal- und Heimatpflege erfolgt jeweils am Hebelabend (dem Samstag vor dem 10. Mai) in Hausen im Wiesental. Niefenthaler trug von 1948 bis 1969 an den Hebelabenden seinen Prolog vor. Eine Sammlung dieser Prologe wurde 1965 vom Heimatbund Kleines Wiesental publiziert.
1967 folgte – ebenfalls im Verlag Schauenburg – ein weiterer Gedichtband, Hinterem Pflueg, der 1981 ebenfalls nochmals aufgelegt wurde.

## Ehrungen
Er erhielt 1960 von der Gemeinde Hausen für seine Dichtkunst als erster die Johann-Peter-Hebel-Plakette. 1964 wurde er Ehrenbürger der damals noch selbständigen Gemeinde Bürchau. 1969 widmete die Muettersproch-Gsellschaft das Heft 5 ihrer Zeitschrift Ernst Niefenthaler. Im gleichen Jahr wurde er Ehrenmitglied des Schwarzwaldvereins Schopfheim und des Geschichtsverein Markgräflerland. Eine Station auf dem Feldberger Dichterwegli ist Niefenthaler gewidmet. In Schopfheim-Langenau wurde die Niefenthalerstraße nach ihm benannt.

## Werk
- Dr Weg berguf. Alemannische Gedichte. Nachwort von Emil Imm. Verlag Moritz Schauenburg, Lahr/Schwarzwald 1955 67 S. (Silberdistel-Reihe 14); 2. erweiterte Auflage 1978
- Heimatbund Kleines Wiesental (Herausgeber): Prologe zu den Hebelabenden. Uehlin, Schopfheim 1965. 43 S.
- Hinterem Pflueg. Verlag Moritz Schauenburg, Lahr/Schwarzwald 1967. 81 S. Ill. (Silberdistel-Reihe 110); 2. Auflage 1981
- Karl Seith zum Gedenken (Gedicht), In: Das Markgräflerland, Heft 2/1968, S. 53 (Digitalisat der UB Freiburg)
- Dr Summervogel (Gedicht). In: Das Markgräflerland, Heft 1/1969, S. 57 Digitalisat der UB Freiburg
- Dr Bur im Volch (Gedicht). In: Das Markgräflerland, Heft 2/3 1969, S. 79 Digitalisat der UB Freiburg
- Zuem 70. Geburtstag (Gedicht). In: Alemannisch dunkt üs guet. Zeitschrift der Muettersproch-Gsellschaft, Ausgabe 1/2015, S. 27 pdf; abgerufen am 27. Oktober 2019